# Small Cowper Madonna
Die Small Cowper Madonna ist ein Gemälde von Raffael aus der in den Marken und der Toskana verbrachten Zeit, ehe sein größter Auftraggeber, Giuliano della Rovere, alias Papst Julius II., den er in Urbino als Schwager seiner Auftraggeberin Giovanna della Rovere kennengelernt hatte, nach Rom berief. Das Bild ist eins von fünf Gemälden Raffaels in der National Gallery of Art in Washington, D.C.

## Geschichte
Aus dieser Zeit zwischen 1504 und 1508, in der Raffael mehrfach zum Besuch zu Auftraggebern nach Florenz kam, wenn er nicht in Perugia und Urbino an seinen vielen dortigen Werken dieser Jahre arbeitete, sind siebzehn Bilder mit dem Motiv Madonna mit Kind erhalten. Ein Auftraggeber für das Bild ist nicht bekannt, was an der Verbrennung aller Bücher der Urbineser Herrscher durch einen übereifrigen Florentiner Archivar des 17. Jahrhunderts liegen mag. Das vermutlich abgebildete Mausoleum der Roveri in Urbino, die umgebende Landschaft sowie die Züge der Marie und des Christuskindes lassen wahrscheinlich erscheinen, dass auch dieses Werk Raffaels wie mehrere andere dieser Jahre eine Auftragsarbeit für die Familie della Rovere ist.
Dieses Madonnenbild wurde aus einer Privatsammlung oder von einem Händler 1780 an George Nassau Clavering-Cowper, 3. Earl Cowper (1738–1789) verkauft und blieb bis 1913 durch Erbschaften in der Familie Cowper/Panshanger. 1913 verkaufte Ethel Desborough, eine Enkelin von George Cowper, 6. Earl Cowper († 1856) das Bild an die Kunsthändler Duveen Brothers, die in großem Stil europäische Kunst für den amerikanischen Markt aufkauften. Duveen verkaufte das Bild 1914 an den Unternehmer und Kunstsammler Peter Widener (1871–1943), einen Förderer der National Gallery of Art in Washington. Nach dem Tod des Vaters stiftete sein Sohn Joseph E. Widener die Widener-Collection, darunter auch zwei Madonnenbilder Raffaels, der 1941 eröffneten National Gallery of Art in Washington.
Das Bild wurde 1981 in der National Gallery gereinigt, restauriert und wissenschaftlich untersucht.

## Beschreibung
Dargestellt als Halbfigur ist Maria mit dem Jesuskind auf dem Schoß.
Hinter ihr erstreckt sich eine hügelige Wiesenlandschaft mit einem kleinen See, in dem sich Bäume und der Himmel spiegeln, eine blaue Hügelkette erstreckt sich am Horizont. Links von ihr im Hintergrund erhebt sich ein Berg mit einer Kirche mit Tempelfront, Kuppel und Campanile. Es handelt sich dabei vermutlich um das seinerzeit frisch erbaute Mausoleum der della Rovere in Urbino, San Bernardino, das auch in Timoteo Vitis Arrivabene-Altarbild von 1504 in Urbino abgebildet ist. Der Himmel ist heiter, fast wolkenlos.
Maria sitzt auf einer hölzernen Bank vor einer Brüstung aus Steinquadern. Sie trägt ein schlichtes rotes Kleid mit einem weiten Halsausschnitt. Der um ihre Hüften geschlungene Mantel bauscht sich in schweren Falten auf der Bank. Der Mantel selbst ist mit einer Borte aus Goldstickerei eingefasst und grün gefüttert. Über ihrem hellblonden Haar trägt sie ein Schleiertuch, das auf die Schultern herabfällt und sich um Arme und Schultern windet. Um Marias Kopf ist ein Heiligenschein angedeutet. Sie scheint in Gedanken versunken, ihr Blick ist wehmütig und wie verloren.
Das Kind steht auf dem Schoß der Mutter und schlingt zärtlich die Arme um ihren Hals, während Maria es sanft mit ihrer linken Hand abstützt.

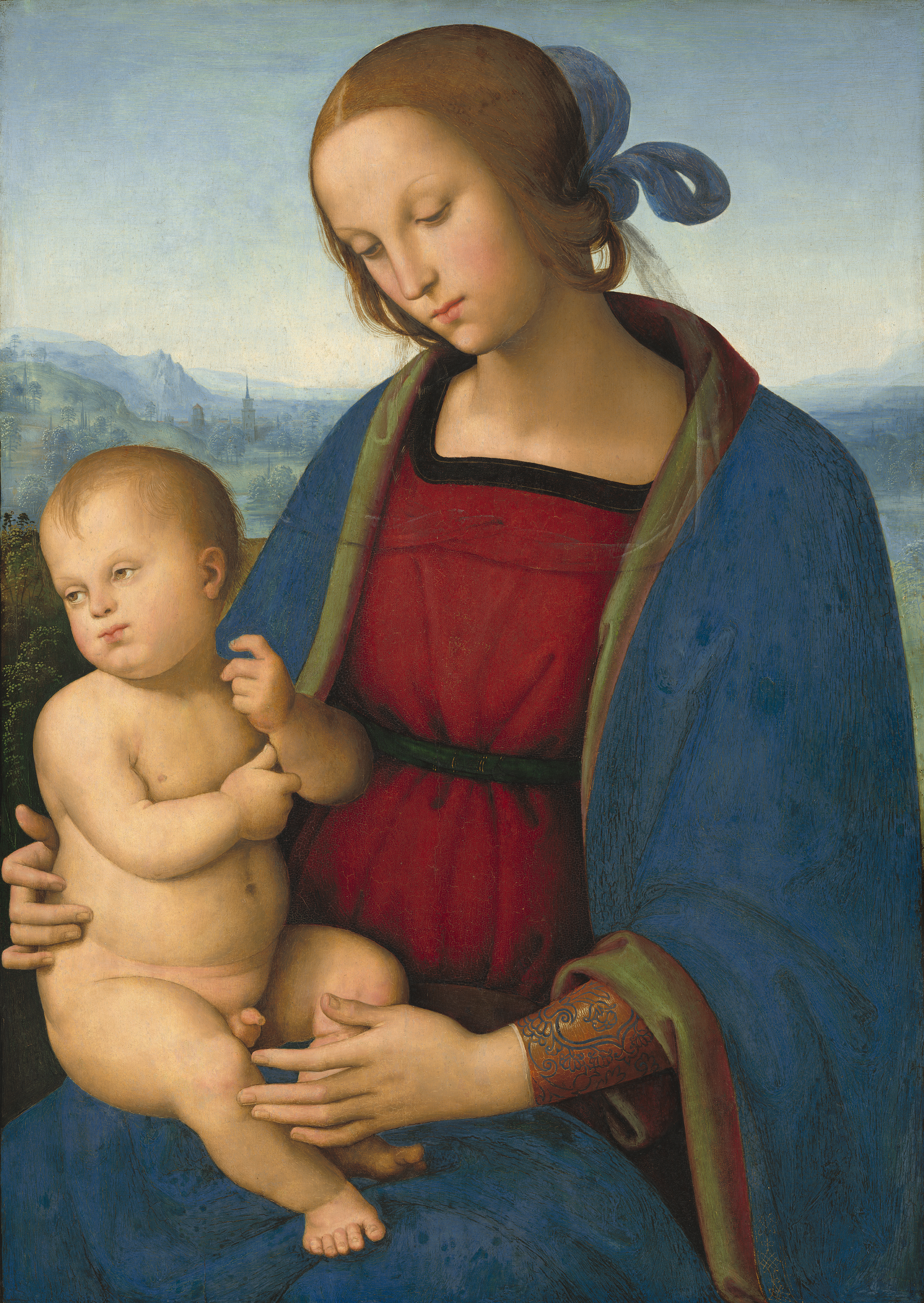
Pietro Perugino, Madonna und Kind, 1501

In der Komposition lehnt sich Raffael noch an Vorbilder Peruginos an. Er setzte sich weiter intensiv mit diesem Thema auseinander und nutzte dabei die Anregung durch die bei seinen Florenzbesuchen gesehenen Werke von Leonardo und Michelangelo, die seine Zeichnungen und Bilder, mit der Darstellung von inniger Mutter- und Kindbeziehung, von Perugino grundlegend unterscheiden.